# Jan Mikołaj Smogulecki
Jan Mikołaj (Mikołaj) Smogulecki herbu Grzymała, inne formy nazwiska: Smogolecki, Smogolenski, Nicolo Smogulec, a Smogulekei, w Chinach znany jako 穆尼阁 Mù Nígé (ur. 1610 w Krakowie, zm. 17 września 1656 w Zhaoqing) – polski misjonarz, jezuita, podróżnik, matematyk i astronom.

## Życiorys
Pochodził z Krakowa. Był synem starosty bydgoskiego Macieja oraz Zofii Zebrzydowskiej, córki Mikołaja Zebrzydowskiego. Uczył się w Kolegium Jezuitów w Braniewie, w Akademii Lubrańskiego w Poznaniu, na uniwersytecie we Fryburgu, gdzie studiował matematykę i gdzie w wieku lat 16 opublikował Sol illustratus ac propugnatus – rozprawę na temat plam słonecznych. W rzymskim Collegium Romanum uzyskał doktorat filozofii, a na uniwersytecie w Padwie skończył prawo.
W 1631 został dworzaninem królewskim i starostą nakielskim. Poseł na sejm koronacyjny 1633 roku, sejm 1634 roku, sejm nadzwyczajny 1635 roku. W 1634 roku wyznaczony na sejmie komisarzem z Koła Poselskiego do zapłaty wojsku. W 1635 był posłem na sejm, a w 1636 – deputatem do Trybunału Głównego Koronnego. W tym samym roku zrezygnował jednak z kariery politycznej i wstąpił do nowicjatu zakonu jezuitów w Krakowie. W latach 1638–1640 uczył się tam teologii; później wyjechał do Rzymu, gdzie w 1641 przyjął święcenia kapłańskie, w 1642 odbył trzecią probację, a w 1644 złożył profesję czterech ślubów zakonnych.
Jego marzeniem był wyjazd na misje zagraniczne. Spełniło się ono w 1644, kiedy wypłynął do Batawii (był prawdopodobnie pierwszym Polakiem na wyspie Jawa). W 1646 dotarł do Chin. W latach 1647–1651 był duszpasterzem w prowincji Fujian i mieście Nankin. Przekazywał także Chińczykom dorobek europejskich nauk ścisłych, jak np. wiedzę na temat logarytmów, które nieznane były wtedy Chińczykom. Wraz z chińskim uczonym Xue Fengzuo (薛凤祚; 1599–1680), którego zapoznał z zasadami europejskiej matematyki, wydał dzieło Obliczanie zaćmień według metod zachodnich (天步真原, Tiānbù zhēnyuán). Jak podają niektóre źródła, sam Smogulecki napisał rozprawę Mappa mundi elliptica.
W 1653 cesarz Shunzhi pozwolił Smoguleckiemu na ewangelizację Mandżurii, wręczając mu list żelazny. Misjonarz rozpoczął wędrówkę po tej krainie, zyskując powszechny szacunek i nawracając wiele osób. W 1655 przeniósł się w okolice Kantonu, a następnie na wyspę Hajnan. Następnie wyjechał do Kantonu, ale w czasie tej podróży zachorował i zmarł.

## Twórczość

### Dzieła
- Sol illustratus ac propugnatus, Fryburg 1626, drukarnia T. Meyer[4]

### Listy
- List łaciński, prawdopodobnie do Generała zakonu T. J., dat. z Jawy 2 stycznia 1645; przekł. polski ogł. E. Kosibowicz „Zapomniany misjonarz polski”, Przegląd Powszechny 1929, t. 181, s. 159–161; rękopis (kopia) w Bibliotece de Bourgogne w Brukseli nr MS. 4169-71

### Utwory o autorstwie niepewnym
- Quinque odae in laudem Sigismundi III, regis Poloniae, Rzym 1629, drukarnia F. Corbelletti (Estreicher podaje tytuł Odarum V ad Sigismundum regem; E. Kosibowicz Augusto regi Sigismundo III, vigor Poloni Martis victoriam de Otthomanica tyrannide canorans); wyd. następne: w zbiorze G. Jonina Lyrica... sive odarum libri IV et epodon I, Kolonia 1630; także inne wyd.: Lejda 1630(?); także Paryż 1635; wyd. F. Bohomolec (jako przypuszczalny utwór M.K. Sarbiewskiego) w: Mathiae Casimiri Sarbiewski S.J. Opera posthuma, Warszawa 1769, s. 51–70; T. Wall (jako utwór M.K. Sarbiewskiego): Mathiae Casimiri Sarbiewski Poemata omnia, Starawieś 1892, s. 383–398; także wyd. 2 Starawieś 1911; przekł. polski; K. Zubowski, w książce Zebrany wiersz, t. 1, Warszawa 1786, s. 16–44; W. Syrokomla pt. „Pienie liryczne M. Smoguleckiego na cześć Zygmunta III” w książce Przekłady poetów polsko-łacińskich epoki Zygmuntowskiej, t. 6, Wilno 1852 (wraz z dedykacją dla Zygmunta III); fragm. listu dedykacyjnego Zygmuntowi III (w przekł. polskim) podał H. Juszyński Dykcjonarz poetów polskich, t. 2, Kraków 1820, s. 197–198; autorstwo M. Smoguleckiemu przypisują K. Niesiecki, H. Juszyński, W. Syrokomla, J. Brown, G. Korbut i Estreicher; M.K. Sarbiewskiemu – niesłusznie – F. Bohomolec; według A.M. Duriniego (wstęp do wyd.: S. Szymonowic Opera omnia, Warszawa 1772, s. 26), K. Zubowskiego, T. Walla, E. Kosibowicza – autorem jest prawdopodobnie Francuz, Gilbert Jonin T.J.